# Vindemiatrix
Vindemiatrix ist der Eigenname des Sterns Epsilon Virginis (kurz: ε Vir) im Sternbild Jungfrau.
Vindemiatrix besitzt eine scheinbare Helligkeit von +2,83m und gehört als gelber Riesenstern der Spektralklasse G8IIIab an. Der Name (lat.) bedeutet „Weinleserin“. Der morgendliche Aufgang war das Zeichen für den Beginn der Weinlese. Andere Namen: Vindemiator, Almuredin, Alaraph, Provindemiator, Protrigetrix, Protrygetor. Vindemiatrix ist nach Parallaxen-Messungen der Raumsonde Gaia ca. 108 Lichtjahre von der Erde entfernt.